# Запис Алексијевића храст (Љубић)
Запис Алексијевића храст (Љубић) се налази на парцели чији је власник Алексијевић.

## Локација
| Општина             | Кнић                                                             |
| Катастарска општина | Љубић                                                            |
| Потес               | Баћаруша                                                         |
| Координате          | 43° 55′ 38″ С; 20° 46′ 34″ И / 43.927100000000003° С; 20.7761° И |
| Надморска висина    | 0m                                                               |

## Карактеристике
Дендрометријске вредности утврђене на терену и сателитским снимцима:
| Стабло                     | Храст |
| Висина стабла              | m     |
| Обим дебла                 | m     |
| Пречник крошње             | 22m   |
| Пречник дебла              | m     |
| Висина дебла до прве гране | m     |

## База записа
Запис је у оквиру Викимедија пројекта "Запис - Свето дрво" заведен под редним бројем 0595.